# Wilf Copping
Pour les articles homonymes, voir Copping (homonymie).
Wilfred « Wilf » Copping était un footballeur anglais né le 17 août 1909 à Barnsley, mort en juin 1980.

## Carrière
- 1929-1934 : Leeds United  Angleterre
- 1934-1938 : Arsenal  Angleterre
- 1938-1942 : Leeds United  Angleterre

## Palmarès
- 20 sélections et aucun but avec l'équipe d'Angleterre entre 1933 et 1939.